# Vasilije Bošković
Vasilije Bošković, general-major. Rođen je 21. februara 1916. godine u Orjoj Luci kod Danilovgrada. Osnovnu školu završio je u rodnom mestu, potom je završio Nižu vojnu školu vojne akademije i upisao Višu školu vojne akademije. Bio je poručnik vojske Kraljevine Jugoslavije. Učesnik je narodno oslobodilačkog pokreta od 1941. godine. Član KPJ postao je 1942. godine. Tokom rata je bio komandant Kosovskog odreda, potom komandant artiljerijske brigade i komandant artiljerije 5. divizije. Završio je Višu vojnu akademiju i Ratnu školu JNA. Unaprijeđen je u čin general-majora.
General Bošković bio je načelnik štaba Komande Protivavionske artiljerije JNA, komandant artiljerije armije, načelnik Školskog centra Protivvazdušne odbrane, a bio je i na raznim dužnostima u Državnom sekretarijatu za narodnu odbranu (DSNO). Aktivna služba u JNA prestala mu je 1972. godine. Odlikovan je Ordenom zasluga za narod sa srebrnim zracima, Orden bratstva i jedinstva (OBJ) sa zlatnim vijencem i dr. Preminuo je 1997. godine.